# SN 2003jw
SN 2003jw – supernowa typu Ia odkryta 28 października 2003 roku w galaktyce A023106-0845. W momencie odkrycia miała maksymalną jasność 22,60m.